# Стремеж (1954)
„Стремеж“ (на македонска литературна норма: „Стремеж“) е литературно списание, което излиза в Прилеп, Република Северна Македония, от 1954 година.

## История
Списанието е основано през февруари 1954 година. В началото излиза двумесечно и негов издател е Клубът на младите писатели, а от 1967 година излиза като месечно списание. По-късно развива собствена издателска дейност. Главни и отговорни редактори в годините са: Борислав Кулески, Бошко Бабич, Гьоре Напески, Бранко Илиески, Коце Солунски, Благоя Ристески, Санде Стойчески, Бранко Цветкоски.